# Heliodinídeos
Heliodinídeos (Heliodinidae) é uma família de insectos da ordem Lepidoptera.